# Vi sökte väl ro
Vi sökte väl ro och vi sökte väl frid, är en psalm med fyra 4-radiga verser av Lina Sandell. Melodin är av Per Ulrik Stenhammar i Ahnfelts sånger 1863. 
Under rubriken "Sånger i Saron" trycktes sången första gången 1860 i Budbäraren nr. 3. Texten är inspirerad av Höga Visan 2:1.

## Publicerad i
- Sionstoner 1889 som nr 52
- Svenska Missionsförbundets sångbok 1920 som nr 71 under rubriken "A. Jesu person 49-72"